# Emily Hood Westacott
Emily Hood Westacott, född 6 maj 1910, död 9 oktober 1980, var en av de främsta australiska kvinnliga tennisspelarna under hela 1930-talet med fyra Grand Slam-titlar bland meriterna.
Emily Hood Westacott nådde 1937 första gången singelfinal i Australiska mästerskapen. Hon mötte där landsmaninnan Nancye Wynne Bolton som vann med 6-3, 5-7, 6-4. Två år senare, 1939, var Westacott åter i final. Denna gång tog hon hem titeln genom finalseger över landsmaninnan Nell Hall Hopman med siffrorna 6-1, 6-2. 
Emily Hood Westacott vann tre gånger dubbeltiteln i Australiska mästerskapen (1930, 1933 och 1934), alla gånger tillsammans med landsmaninnan Margaret Molesworth. I 1930 års turnering finalbesegrades paret Marjorie Cox Crawford/Sylvia Lance Harper med 6-3, 0-6, 7-5. År 1933 finalbesegrades Joan Hartigan/van Ryn (6-3, 6-3). Uppgift saknas om 1934 års finalmöte. I 1937 års turnering nådde Westacott åter finalen i dubbel. Hon spelade tillsammans med Nell Hopman, och paret mötte i finalen Thelma Coyne Long/Nancye Wynne Bolton som vann med 6-2, 6-2. År 1939 nådde Westacott sista gången dubbelfinalen, denna gång tillsammans med  May Hardcastle. I finalen mötte de Thelma Coyne Long/Nancye Wynne Bolton som vann med 7-5, 6-4.
Westacott spelade också två mixed dubbel-finaler i Australiska mästerskapen.

## Grand Slam-titlar
- Australiska mästerskapen
  - Singel - 1939
  - Dubbel - 1930, 1933, 1934